# Ленский район (Архангельская область)
Ле́нский райо́н — административно-территориальная единица (район) и муниципальное образование (муниципальный район) в составе Архангельской области Российской Федерации.
Административный центр — село Яренск.

## География
Ленский район приравнен к районам Крайнего Севера.
Район расположен в юго-восточной части Архангельской области. На юге и юго-западе граничит с Вилегодским, Котласским и Красноборским районами той же области, а на севере, востоке и северо-западе — с Удорским, Усть-Вымским, Сыктывдинским и Сысольским районами Республики Коми.
По южной части района в генеральном направлении с востока на запад протекает Вычегда; почти вся территория района относится к её бассейну, кроме небольшой части на северо-западе района, относящейся к бассейну Мезени. Крупнейшие реки на территории района, кроме Вычегды: Верхняя Лупья, Яренга, Червенка, Дильмеж, Ленка, Кижмола (приток Вычегды), Кижмола (приток Яренги), Гижег, Ледня, Керваж, Сойга, Шулега, Сендуга, Шиес, Очея, Нянда.
Площадь Ленского района — 10,7 тыс. км². Площадь земельного фонда на начало 1996: 1 066 538 га, в том числе лесного фонда — 958 574 га.

## Природные условия
Район расположен в таёжной зоне. Климат умеренно континентальный, средняя температура января −15 °C, июля +16 °C. Минимальная зарегистрированная температура −46 °C, максимальная +36 °C. Удалённость от моря приводит к тому, что климат в среднем холоднее, чем в более северных районах области: среднегодовая температура +0,2 °C, тогда как, например, в Архангельске +0,8 °C. Западная часть района лежит в пределах одного из крупнейших в Европе массивов тайги, не затронутых вмешательством человека. Районной администрацией взяты под охрану заказник, охраняемые болота.

## История
За участие в походах против Пегой Орды остяцкий князь Игичей Алачев получил Ваховскую волость Сургутского уезда, ещё позже — волость Лену на Вычегде. Позже «вотчину на Вычегде реке волость, зовомая Лена, близ Еренскова городка» получил вместо Коды внук Игичея князь Дмитрий.
Первый русский царь из династии Романовых Михаил Фёдорович пожаловал думному дьяку И. Т. Грамотину во владение волость Лену Яренского уезда. Это было первое и единственное частновладельческое поместье в Яренском уезде. Позднее Грамотин уступил Лену печатнику и думному дьяку Ф. Ф. Лихачёву.
В 1708 году, в ходе административной реформы Петра I, Яренский уезд вместе с Хлыновским уездом был отнесён к Сибирской губернии. С 1715 года доля (счётная единица при учёте населения) стала, вместо уезда, территориальным округом во главе с ландратом (одной из главных задач которых являлось проведение новых переписей населения). Приказную избу в Яренске заменила ландратская канцелярия.
При разделении губерний на провинции в 1719 году к Устюжской провинции Архангелогородской губернии был приписан Яренский дистрикт, находившийся до этого в Сибирской губернии.
Территория нынешнего района входила в состав Яренского уезда до революции 1917 года. В 1921 году, с образованием Коми автономной области и Северо-Двинской губернии, 21 волость Яренского уезда с преимущественно коми-зырянским населением отошла в состав Коми АО, а нижневычегодские волости Яренского уезда Северо-Двинской губернии перешли в состав Сольвычегодского уезда. Сам Ленский район был образован в составе Северо-Двинской губернии 1 июня 1924 года (постановлением ВЦИК от 19.04.1924, упразднившим уезды и волости и создавшим новое административное деление — районы и сельсоветы). На организационном съезде вновь образуемого Ленского района 1 июня 1924 года был избран исполнительный комитет Ленского районного Совета рабочих, крестьянских и красноармейских депутатов, а первым председателем исполкома избран Иван Андреевич Софьин. Центр предполагалось перенести из Яренска (бывшего уездным центром) в село Лена, с чем и связано название района; однако в связи с отсутствием в Лене зданий, необходимых для районных учреждений, райцентр так и остался в Яренске. Волости были преобразованы в сельсоветы, в составе района на этот момент были Софроновский, Тохтинский, Иртовский, Ленский, Суходольский, Козьминский сельсоветы. 
С июня 1924 года по июль 1929 года Ленский район входил в Северо-Двинскую губернию, с 1929 года — в Северо-Двинский округ Северного края, с июля 1930 года получил непосредственное краевое подчинение (Северный край). После принятия 5 декабря 1936 года VIII чрезвычайным съездом Советов СССР Конституции СССР район вошёл в Северную область. 23 сентября 1937 года ЦИК СССР принял постановление «О разделении Северной области на Вологодскую и Архангельскую области»; район вошёл в Архангельскую область.
В 1925 году из Ленского района в состав Сольвычегодского района был передан Слободчиковский сельсовет. При образовании в 1929 году Северного края в состав Ленского района был включен Урдомский сельсовет от упразднённого Сольвычегодского района. Постановлением ВЦИК от 31.08.1931 к Ленскому району были присоединены Слободчиковский и Сойгинский сельсоветы Котласского района. В сентябре 1965 года к Ленскому району присоединен Рябовский сельсовет Котласского района с центром в д. Устье. В январе 1965 года Ленский сельский район был упразднён и создан Ленский район с центром в селе Яренск.
В 1930-е годы район использовался как место ссылки спецпереселенцев.

## Население
| 2002    | 2008    | 2009    | 2010    | 2011    | 2012    | 2013    | 2014    | 2015    |
| ------- | ------- | ------- | ------- | ------- | ------- | ------- | ------- | ------- |
| 16 071  | ↘14 489 | ↘14 271 | ↘13 362 | ↘13 317 | ↘12 895 | ↘12 507 | ↘12 254 | ↘11 955 |
| 2016    | 2017    | 2018    | 2019    | 2020    | 2021    | 2023    |         |         |
| ↘11 618 | ↘11 431 | ↘11 227 | ↘10 976 | ↘10 781 | ↘10 231 | ↘9879   |         |         |

На 1 января 2014 г. доля населения в трудоспособном возрасте составила 53,6 %, моложе трудоспособного — 20,4 %, старше трудоспособного — 26 %. Естественная убыль населения за 11 месяцев 2014 г. составила 33 человека (188 чел. умерло, 155 чел. родилось). За счёт миграционного движения населения численность проживающих в районе за 2014 год снизилась на 233 чел. (прибыло 202 чел, выбыло 425 чел.).

### Урбанизация
- В городских условиях (рабочий посёлок Урдома) проживают 39,8 % населения района.

Генетика
Практически у всех русских Ленского района Архангельской области в геномах выявлен след «новгородской»-ярославской предковой компоненты (в среднем 50% генома при 8-компонентном анализе, то есть древнее население огромных территорий от Пскова до Тамбова, и 31% при 14-компонентном анализе), которая, например, в Новгороде скорее всего восходит к генофонду ильменских словен, который, в свою очередь, унаследовал многие генетические черты местного дославянского населения, генетический портрет которого более тяготеет к востоку (волжским и пермским финно-язычным группам), чем к западу (прибалтийским финно-язычным группам). Следует отдельно отметить, что авторы особо подчёркивают, что речь совсем не обязательно идёт о миграции - древнее местное население уже могло быть родственно древним ильменцам (например, очень близко население Ярославля).

### Национальный состав
По итогам переписи населения 2020 года проживали следующие национальности (национальности менее 0,1 % и другое, см. в сноске к строке «Другие»):
| Национальность | Численность, чел. | Доля     |
| -------------- | ----------------- | -------- |
| Русские        | 9923              | 96,99 %  |
| Украинцы       | 86                | 0,84 %   |
| Коми           | 25                | 0,24 %   |
| Молдаване      | 18                | 0,18 %   |
| Белорусы       | 16                | 0,16 %   |
| Азербайджанцы  | 15                | 0,15 %   |
| Другие         | 148               | 1,44 %   |
| Итого          | 10 231            | 100,00 % |

## Административное деление
В Ленский район как административно-территориальную единицу области входят 1 посёлок городского типа (в границах которого было образовано одноимённое городское поселение), а также 9 сельсоветов (в границах которых как правило образованы сельские поселения): Козьминский и Ленский сельсоветы (в их границах образовано Козьминское сельское поселение); Сафроновский, Иртинский и Тохтинский сельсоветы (в их границах образовано Сафроновское сельское поселение); Сойгинский, Рябовский и Слободчиковский сельсоветы (в их границах образовано Сойгинское сельское поселение); при этом Суходольский сельсовет вошёл в Урдомское городское поселение.
В Ленский муниципальный район входит 4 муниципальных образования, в том числе 1 городское поселение и 3 сельских поселения.
| №        | Муниципальное образование | Административный центр | Количество населённых пунктов | Население (чел.) | Площадь (км²) |
| -------- | ------------------------- | ---------------------- | ----------------------------- | ---------------- | ------------- |
| 1e-06    | Городское поселение       |                        |                               |                  |               |
| 1        | Урдомское                 | рабочий посёлок Урдома | 21                            | ↘4243            | 3350,78       |
| 1.000002 | Сельские поселения        |                        |                               |                  |               |
| 2        | Козьминское               | село Козьмино          | 47                            | ↘787             | 1305,88       |
| 3        | Сафроновское              | село Яренск            | 34                            | ↘4077            | 4881,22       |
| 4        | Сойгинское                | деревня Белопашино     | 45                            | ↘772             | 1126,50       |

## Населённые пункты
В Ленском районе 147 населённых пунктов.
| №   | Населённый пункт     | Тип                     | Население | Муниципальное образование |
| --- | -------------------- | ----------------------- | --------- | ------------------------- |
| 1   | 1180 км              | железнодорожная станция | ↘0        | Урдомское                 |
| 2   | 52 квартала          | посёлок                 | →0        | Сойгинское                |
| 3   | Базлук               | деревня                 | →1        | Козьминское               |
| 4   | Белопашино           | деревня                 | ↗235      | Сойгинское                |
| 5   | Бердышиха            | деревня                 | →0        | Сойгинское                |
| 6   | Берег                | деревня                 | ↗1        | Козьминское               |
| 7   | Берег                | деревня                 | →0        | Сафроновское              |
| 8   | Берег                | деревня                 | 1         | Урдомское                 |
| 9   | Бережная             | деревня                 | ↘0        | Козьминское               |
| 10  | Березник             | деревня                 | →0        | Козьминское               |
| 11  | Березовская          | деревня                 | →0        | Сойгинское                |
| 12  | Богослово            | деревня                 | →13       | Сафроновское              |
| 13  | Большой Гыжег        | деревня                 | →2        | Козьминское               |
| 14  | Большой Кряж         | деревня                 | ↘18       | Сафроновское              |
| 15  | Большой Мыс          | деревня                 | →0        | Урдомское                 |
| 16  | Бор                  | деревня                 | ↘0        | Козьминское               |
| 17  | Бор                  | деревня                 | ↘114      | Урдомское                 |
| 18  | Борисовская          | деревня                 | →0        | Козьминское               |
| 19  | Борок                | деревня                 | →1        | Сафроновское              |
| 20  | Бызовская            | деревня                 | →0        | Сойгинское                |
| 21  | Вандыш               | деревня                 | ↘5        | Сойгинское                |
| 22  | Вандыш               | посёлок                 | ↘2        | Урдомское                 |
| 23  | Васильевская 1-я     | деревня                 | →4        | Козьминское               |
| 24  | Васильевская 2-я     | деревня                 | ↘6        | Козьминское               |
| 25  | Верхний Базлук       | деревня                 | ↗7        | Сафроновское              |
| 26  | Верхний Конец        | деревня                 | →0        | Урдомское                 |
| 27  | Витюнино             | посёлок                 | ↘29       | Урдомское                 |
| 28  | Вожем                | деревня                 | →0        | Козьминское               |
| 29  | Выемково             | деревня                 | →1        | Сафроновское              |
| 30  | Германовская         | деревня                 | →2        | Сойгинское                |
| 31  | Голяниновская        | деревня                 | →0        | Козьминское               |
| 32  | Голяшево             | деревня                 | ↘4        | Козьминское               |
| 33  | Гора                 | деревня                 | ↗22       | Сафроновское              |
| 34  | Горка                | деревня                 | ↗23       | Сойгинское                |
| 35  | Григорьевская        | деревня                 | ↘23       | Сойгинское                |
| 36  | Губинская            | деревня                 | →0        | Сойгинское                |
| 37  | Гыжег                | посёлок                 | ↗339      | Козьминское               |
| 38  | ГЭС                  | деревня                 | ↗42       | Сафроновское              |
| 39  | Дегилевская          | деревня                 | ↘0        | Сойгинское                |
| 40  | Дорофеевская         | деревня                 | →2        | Козьминское               |
| 41  | Емельяновская        | деревня                 | →0        | Сойгинское                |
| 42  | Железнодорожный      | посёлок                 | →0        | Урдомское                 |
| 43  | Жуково               | деревня                 | →0        | Сафроновское              |
| 44  | Забелино             | деревня                 | ↗128      | Козьминское               |
| 45  | Загарье              | деревня                 | ↘0        | Урдомское                 |
| 46  | Заимка               | деревня                 | →0        | Сойгинское                |
| 47  | Залужье              | деревня                 | →0        | Козьминское               |
| 48  | Запань Лупья         | посёлок                 | ↗141      | Сойгинское                |
| 49  | Запань Яреньга       | посёлок                 | ↗223      | Сафроновское              |
| 50  | Заполье              | деревня                 | ↗312      | Сафроновское              |
| 51  | Заречье              | деревня                 | ↘1        | Урдомское                 |
| 52  | Захаринская          | деревня                 | →0        | Козьминское               |
| 53  | Звоз                 | деревня                 | →0        | Козьминское               |
| 54  | Ивановка             | деревня                 | →3        | Козьминское               |
| 55  | Ирта                 | село                    | ↗214      | Сафроновское              |
| 56  | Карповская           | деревня                 | ↘0        | Козьминское               |
| 57  | Кересаг              | деревня                 | →0        | Сафроновское              |
| 58  | Козьмино             | село                    | ↗361      | Козьминское               |
| 59  | Конец-Озерья         | деревня                 | ↘1        | Сафроновское              |
| 60  | Кононовская          | деревня                 | →0        | Козьминское               |
| 61  | Конюшевская          | деревня                 | →0        | Сойгинское                |
| 62  | Коротовинская        | деревня                 | ↗5        | Сойгинское                |
| 63  | Костино              | деревня                 | →1        | Козьминское               |
| 64  | Кочуринская          | деревня                 | ↘4        | Сойгинское                |
| 65  | Крюковка             | деревня                 | →0        | Сафроновское              |
| 66  | Кулига               | деревня                 | →0        | Козьминское               |
| 67  | Кулига               | деревня                 | ↘0        | Сойгинское                |
| 68  | Курейная             | деревня                 | ↗31       | Сафроновское              |
| 69  | Лантыш               | деревня                 | ↗39       | Сафроновское              |
| 70  | Лена                 | село                    | ↗458      | Козьминское               |
| 71  | Литвино              | деревня                 | ↘2        | Сойгинское                |
| 72  | Литвино              | посёлок                 | ↗521      | Сойгинское                |
| 73  | Лопатино             | деревня                 | →0        | Сафроновское              |
| 74  | Лукинская            | деревня                 | →2        | Козьминское               |
| 75  | Лупья                | деревня                 | →3        | Сойгинское                |
| 76  | Лупья                | посёлок                 | ↘71       | Урдомское                 |
| 77  | Лысимо               | посёлок                 | ↘240      | Сафроновское              |
| 78  | Малая Толша          | деревня                 | ↗25       | Козьминское               |
| 79  | Малая Шонома         | деревня                 | →0        | Козьминское               |
| 80  | Малый Гыжег          | деревня                 | →1        | Козьминское               |
| 81  | Матлуг               | деревня                 | ↗7        | Сафроновское              |
| 82  | Микшина Гора         | деревня                 | ↗17       | Сафроновское              |
| 83  | Мосеева Гора         | деревня                 | →0        | Сойгинское                |
| 84  | Мыс                  | деревня                 | ↘0        | Козьминское               |
| 85  | Некрасовская         | деревня                 | →2        | Козьминское               |
| 86  | Нефедовская          | деревня                 | →0        | Сойгинское                |
| 87  | Нечаевская           | деревня                 | →0        | Сойгинское                |
| 88  | Новая Деревня        | деревня                 | →0        | Сафроновское              |
| 89  | Новосёлова Гора      | деревня                 | ↗2        | Сойгинское                |
| 90  | Ошлапье              | деревня                 | ↘2        | Урдомское                 |
| 91  | Ошмановская          | деревня                 | →0        | Козьминское               |
| 92  | Паладино             | деревня                 | ↗68       | Сафроновское              |
| 93  | Пантый               | посёлок                 | →0        | Сафроновское              |
| 94  | Паста                | деревня                 | →0        | Сафроновское              |
| 95  | Песочный             | посёлок                 | ↗80       | Козьминское               |
| 96  | Пилес                | посёлок                 | →0        | Урдомское                 |
| 97  | Пристань Яренск      | деревня                 | ↗5        | Сафроновское              |
| 98  | Пустошь              | деревня                 | →7        | Сафроновское              |
| 99  | Речка                | деревня                 | →0        | Козьминское               |
| 100 | Рябово               | деревня                 | →0        | Сойгинское                |
| 101 | Рязановская          | деревня                 | →0        | Сойгинское                |
| 102 | Савкино              | посёлок                 | →0        | Сафроновское              |
| 103 | Самыловская          | деревня                 | ↗8        | Козьминское               |
| 104 | Сафроновка           | деревня                 | ↗372      | Сафроновское              |
| 105 | Светик               | железнодорожная станция | ↘0        | Урдомское                 |
| 106 | Седуновская          | деревня                 | →0        | Сойгинское                |
| 107 | Селивановская        | деревня                 | ↗91       | Сойгинское                |
| 108 | Сендуга              | деревня                 | →0        | Сойгинское                |
| 109 | Серединская          | деревня                 | ↗3        | Козьминское               |
| 110 | Слободчиково         | село                    | ↗15       | Сойгинское                |
| 111 | Слободчиково         | железнодорожная станция | →0        | Урдомское                 |
| 112 | Слудка               | деревня                 | →0        | Сойгинское                |
| 113 | Сойга                | посёлок                 | ↗411      | Сойгинское                |
| 114 | Средняя Софроновская | деревня                 | →0        | Сойгинское                |
| 115 | Суходол              | деревня                 | ↘12       | Урдомское                 |
| 116 | Тимасова Гора        | деревня                 | ↘0        | Сойгинское                |
| 117 | Томиловская          | деревня                 | ↗2        | Козьминское               |
| 118 | Тохта                | село                    | ↘48       | Сафроновское              |
| 119 | Тыва                 | железнодорожная станция | ↗74       | Урдомское                 |
| 120 | Тыва                 | посёлок                 | ↘200      | Урдомское                 |
| 121 | Тыла-Йоль            | железнодорожная станция | →0        | Урдомское                 |
| 122 | Урдома               | рабочий посёлок         | ↘3932     | Урдомское                 |
| 123 | Урдома               | село                    | ↘0        | Козьминское               |
| 124 | Устье                | деревня                 | ↘24       | Сойгинское                |
| 125 | Усть-Очея            | посёлок                 | ↘280      | Сафроновское              |
| 126 | Устюг                | деревня                 | →0        | Козьминское               |
| 127 | Ушаковская           | деревня                 | →0        | Сойгинское                |
| 128 | Фоминская            | деревня                 | →0        | Козьминское               |
| 129 | Фоминская            | деревня                 | →0        | Сойгинское                |
| 130 | Харинская            | деревня                 | ↗1        | Сойгинское                |
| 131 | Цилиба               | деревня                 | →0        | Козьминское               |
| 132 | Чакула               | деревня                 | →1        | Сойгинское                |
| 133 | Черныханы            | деревня                 | ↘0        | Сойгинское                |
| 134 | Чернышевская         | деревня                 | ↘0        | Сойгинское                |
| 135 | Шалевская            | деревня                 | →1        | Козьминское               |
| 136 | Шаровицы             | деревня                 | ↗7        | Козьминское               |
| 137 | Шеинская             | деревня                 | ↘0        | Сойгинское                |
| 138 | Шиес                 | железнодорожная станция | →0        | Урдомское                 |
| 139 | Шипино               | деревня                 | ↘6        | Сойгинское                |
| 140 | Шордынь              | деревня                 | →0        | Сафроновское              |
| 141 | Шубинская            | деревня                 | ↗45       | Козьминское               |
| 142 | Юргино               | деревня                 | ↗23       | Сафроновское              |
| 143 | Юрчаково             | деревня                 | →5        | Козьминское               |
| 144 | Юрчаково-Пахомовская | деревня                 | →0        | Козьминское               |
| 145 | Якимовская           | деревня                 | →0        | Сойгинское                |
| 146 | Ярант                | деревня                 | →1        | Козьминское               |
| 147 | Яренск               | село                    | ↘3126     | Сафроновское              |

## Экономика
Основные направления экономической деятельности: лесозаготовка, картофелеводство и овощеводство, молочно-мясное животноводство, транспорт нефти и газа.
На территории района находятся залежи кирпичных глин, горючих сланцев; есть источники минеральных вод. Объём производства промышленной продукции Ленского района в 2001 составил 170,4 млн руб., в том числе лесная и деревообрабатывающая промышленность 92,3 %, пищевая промышленность 5,4 %, промышленность строительных материалов 1,7 %.
94 % территории района занимают леса с высокими запасами древесины (ель, сосна, берёза, реже осина), расчётная лесосека составляет примерно 1300 тыс. м³, из которых осваивается чуть более половины. Так, в 2014 году заготовлено 651,9 тыс. м³, из них более 80 % приходится на долю ОАО «Группа „Илим“».
Посевная площадь всех сельскохозяйственных культур в 2001 году — 3,3 тыс. га, в 2014 году — 233 га. В районе в 2001 году насчитывалось 25 сельскохозяйственных предприятий и фермерских хозяйств. Объём произведённой сельхозпродукции в 2014 году составил в денежном выражении 137,3 млн. руб.; за год произведено 747 т молока, 62,5 т мяса в живом весе. Отмечается значительное снижение производства сельхозпродукции.
На 1 января 2015 года количество предприятий и организаций, зарегистрированных в районе, составляло 152 единицы, в том числе 90 в частной собственности, 17 в государственной, 34 в муниципальной. Функционирует 155 объектов розничной торговли с общей торговой площадью 9,2 тыс. м², 13 объектов общепита на 633 посадочных места, 32 субъекта предпринимательства, оказывающих бытовые услуги.
Расходная часть муниципального бюджета района в 2005 году составляла 160 240,3 тыс. руб., в 2014 году — 727 620,2 тыс. руб., в том числе 27 613,4 тыс. руб. дефицита (3,9 %).
Среднемесячная зарплата одного работника в 2014 году составила 32 514,0 руб., средний размер назначенных пенсий 12435,5 руб, прожиточный минимум на душу населения 10 756 руб. Уровень безработицы 5,0 %.
Общая площадь жилых помещений в 2014 году на 1 жителя района составляет 30,9 м², прирост за 2014 год — 0,49 м² на человека (введено в действие 6174 м² жилых помещений).
По территории Ленского района проходят нитки магистральных газопроводов диаметром 1400 мм и рабочим давлением 7,5 МПа. Предполагается наращивание мощностей Урдомской компрессорной станции.

## Транспорт
Ленский район — наиболее удалённый от областного центра район Архангельской области, расстояние до Архангельска по железной дороге составляет около 1000 км.
По территории района протекает судоходная и сплавная река Вычегда и десятки её притоков (среди которых крупнейшим является Яренга), проходит железная дорога Котлас—Воркута—Лабытнанги и Микунь—Яренга—Кослан, газопровод «Сияние Севера».
Для вывоза леса по территории района была проложена сеть узкоколеек, которые в настоящее время не эксплуатируются.
В сентябре 2012 года сдана в эксплуатацию региональная трасса Котлас — Сольвычегодск — Яренск общей протяжённостью 221 км. Строительство магистрали началось ещё в конце 1980-х годов, но в 1991 году финансирование объекта было прекращено и строительство дороги приостановили почти на 10 лет. Проехать в «глубинку» можно было только по «зимнику», вдоль газопровода. В начале 2000-х годов были выделены бюджетные деньги на продолжение строительства дороги, что позволило принять целевую областную программу по строительству региональных автомобильных дорог.

## Средства массовой информации
Местные периодические издания: 
- «Маяк»[47] (общерайонное издание, учредители — ГАУ Архангельской области «Издательский дом „Маяк“», администрация губернатора Архангельской области и правительства Архангельской области, администрация МО «Ленский муниципальный район»). Выходит с 7 января 1932 года (по 30 апреля 1962 — под названием «Ленский колхозник»; с 1962 до 1965 выпуск был остановлен в связи с укрупнением районов; вновь выходит, уже под текущим названием, с 1 апреля 1965 года)[48].
- «Вечерняя Урдома» (п. Урдома, учредитель — ООО «АртПринт», выходит с 14 апреля 2000 года)[49],
- «Местная газета» (п. Урдома, учредитель — ООО «Сириус», издавалась еженедельно с октября 2004 года по октябрь 2010 года)[50].
- «Местная жизнь» (п. Урдома, учредитель и главный редактор — индивидуальный предприниматель Голоушкин Р. А., издаётся со 2 декабря 2010 года, позиционировала себя как продолжатель «Местной газеты»)[51].

## Достопримечательности
- Яренский районный краеведческий музей
- Храм Иконы Божией Матери Казанской в Урдоме.